# Yomiuri Junior Football Club 1991-1992
Questa voce raccoglie le informazioni riguardanti lo Yomiuri Junior Football Club nelle competizioni ufficiali della stagione 1991-1992.

## Stagione
Al termine della stagione, durante la quale non riuscì ad andare oltre l'ultimo posto, lo Yomiuri Junior cessò la propria attività per effetto della fusione con il club principale.

## Maglie e sponsor
Le maglie della squadra, prodotte dalla Puma, recano sulla parte anteriore la scritta Yomiuri.
| Manica sinistra · Manica sinistra · Maglietta · Maglietta · Manica destra · Manica destra · Pantaloncini · Calzettoni | Manica sinistra · Manica sinistra · Maglietta · Manica destra · Manica destra · Pantaloncini · Calzettoni |  |

## Rosa
| N. |                     | Ruolo | Calciatore        |
| -- | ------------------- | ----- | ----------------- |
|    | Giappone (bandiera) | P     | Hiroki Koike      |
|    | Giappone (bandiera) | P     | Koji Arimoto      |
|    | Giappone (bandiera) | D     | Nobuyuki Arai     |
|    | Giappone (bandiera) | D     | Naoto Tomaru      |
|    | Giappone (bandiera) | D     | Tomohiro Hasumi   |
|    | Giappone (bandiera) | D     | Tatsuya Murata    |
| -  | Giappone (bandiera) | D     | Keita Yoshizumi   |
|    | Giappone (bandiera) | D     | Takashi Yamaguchi |
|    | Giappone (bandiera) | D     | Yosuke Mizoi      |
|    | Giappone (bandiera) | D     | Ken Yoshida       |

| N. |                     | Ruolo | Calciatore         |
| -- | ------------------- | ----- | ------------------ |
|    | Giappone (bandiera) | C     | Koichi Togashi     |
|    | Giappone (bandiera) | C     | Keiji Takao        |
|    | Giappone (bandiera) | C     | Nobuyuki Hosaka    |
|    | Giappone (bandiera) | C     | Osamu Takada       |
|    | Giappone (bandiera) | C     | Junichi Watanabe   |
|    | Giappone (bandiera) | C     | Takayuki Yamaguchi |
|    | Giappone (bandiera) | A     | Haruo Hiroyama     |
|    | Giappone (bandiera) | A     | Osamu Shinohara    |
|    | Giappone (bandiera) | A     | Tsuyoshi Yamamoto  |

## Statistiche

### Statistiche di squadra
| Competizione   | Punti | Totale | Totale | Totale | Totale | Totale | Totale | DR  |
| Competizione   | Punti | G      | V      | N      | P      | Gf     | Gs     | DR  |
| -------------- | ----- | ------ | ------ | ------ | ------ | ------ | ------ | --- |
| JSL Division 2 | 19    | 30     | 5      | 4      | 21     | 20     | 55     | -35 |
| JSL Cup        | -     | 1      | 0      | 0      | 1      | 0      | 3      | -3  |
| Totale         | -     | 31     | 5      | 4      | 22     | 20     | 58     | -38 |